# Sickerode
Sickerode est une commune allemande située dans l'arrondissement d'Eichsfeld en Thuringe.

## Géographie

Situation de Sickerode dans l'arrondissement

Sickerode est située dans le sud de l'arrondissement. La commune fait partie de la Communauté d'administration d'Ershausen-Geismar et se trouve à 15 km au sud de Heilbad Heiligenstadt, le chef-lieu de l'arrondissement.

## Histoire
Sickerodea appartenu à l'Électorat de Mayence jusqu'en 1802 et à son incorporation à la province de Saxe dans le royaume de Prusse. De 1807 à 1813, Geismar a fait partie de l'éphémère royaume de Westphalie.
Le village, occupé par les troupes américaines en avril 1945 fut inclus en juillet dans la zone d'occupation soviétique après la Seconde Guerre mondiale avant de rejoindre le district d'Erfurt en RDA.

## Démographie
| 1910 | 1933 | 1939 | 1995 | 2000 | 2004 | 2010 |
| ---- | ---- | ---- | ---- | ---- | ---- | ---- |
| 202  | 237  | 212  | 186  | 179  | 172  | 158  |